# Das schönste Geschenk
Das schönste Geschenk è un cortometraggio muto del 1916 diretto e interpretato da Ernst Lubitsch.

## Trama
Un giovane donna ha organizzato un ricevimento al quale ha invitato i suoi numerosi corteggiatori per festeggiare il proprio compleanno. Chi le farà il regalo più bello, sarà quello che lei sceglierà tra tutti quanti. La festa ha inizio, ma manca ancora uno degli ammiratori, un giovane che ha incontrato una serie di intoppi che lo faranno arrivare in ritardo. Tanto da costringerlo a usare perfino i pattini a rotelle per cercare di giungere in tempo. Comunque, sarà proprio il suo il regalo più bello: un quarto di libbra di nutriente e sano burro.

## Produzione
Il film fu prodotto da Paul Davidson per la Projektions-AG »Union« (PAGU) (Berlin).

## Distribuzione
In Germania, il film - un cortometraggio in una bobina - fu proiettato per la prima volta in pubblico al Kammerlichtspiele di Berlino il 24 novembre 1916 con il visto di censura BZ.39631 dell'agosto 1916 che ne vietava la visione ai minori.
Non si conoscono copie ancora esistenti della pellicola che viene considerata presumibilmente perduta.